# Phyllonorycter ruizivorus
Espèce
Phyllonorycter ruizivorus est une espèce de lépidoptères (papillons) de la famille des Gracillariidae, endémique de l'île de La Réunion.

## Description
L'envergure des ailes antérieures de l'imago est comprise entre 2,8 et 2,91 mm. 
Les ailes antérieures sont ocre doré avec des marques blanches consistant en une très courte strie basale, deux fasciae transversaux, une strigula costale et une dorsale, et deux points terminaux. Les ailes postérieures sont légèrement brunâtres avec une longue frange grisâtre.

## Répartition
On trouve Phyllonorycter ruizivorus sur l'île de La Réunion.

## Écologie
Les chenilles consomment les plantes des espèces Ruizia cordata et Dombeya acutangula. Elles minent les feuilles de leur plante hôte. La mine est tentiforme ; le dessous est légèrement allongé ou ovale et crémeux plus ou moins opaque. Les mines ont été observées à la mi-juin, en septembre et début octobre.